# Ендоцитоза и егзоцитоза
Макромолекули као што су протеини, полисахариди, полинуклеотиди или чак читаве ћелије (нпр. бактерије) не могу пролазити кроз мембрану ни пасивним ни активним транспортом. Уношење и излучивање великих молекула обавља се активним учешћем мембране при чему она образује везикуле, а процеси се називају ендоцитоза и егзоцитоза. Процес уношења макромолекула и раствора у ћелију назива се ендоцитоза, док се избацивање специфичних производа ћелије или неких других материја у ванћелијску средину назива егзоцитоза.

## Ендоцитоза
При ендоцитози долази прво до удубљења на мембрани, у које улази материја која треба да се унесе у ћелију. Удубљење се све више спушта у унутрашњост ћелије, а затим се ивице мембране споје и око унете материје се образује везикула. Везикула се у цитоплазми фузионише са другим ендоцитотским везикулама, и посебним везикулама дошлим са Голџијевог комплекса, у рани ендозом где се врши рециклажа мембрана и мембранских рецептора који се упућују ка плазма мембрани.

Ендоцитоза може бити: 
- фагоцитоза
- пиноцитоза
- ендоцитоза посредована рецептрорм

Уношење крупних честица је фагоцитоза (грч.phagein = јести), а растворених материја је пиноцитоза (грч. pino = пити). Док скоро све врсте ћелија непрекидно уносе течности и растворене молекуле пиноцитозом, фагоцитозу могу да врше само посебне ћелије – фагоците (нпр. леукоцити врше фагоцитозу бактерија).
Ендоцитоза посредована рецептором врши се препознавањем одређеног молекула и формирањем везикула која у унутрашњост ћелије пропушта само те молекуле.

## Егзоцитоза
Процесом егзоцитозе у ванћелијску средину доспевају материје које ћелија треба да одстрани (супротно ендоцитози). Такви су хормони и ензими чија се функција испољава изван ћелије која их је синтетисала, као што нпр. ћелије панкреаса излучују инсулин. Око материје, која треба да се избаци из ћелије, се образује везикула. Везикула се креће ка површини ћелије, њена мембрана се уједињује са ћелијском мембраном, а садржај везикуле бива избачен у околну средину.
Сматра се да су многим врстама ћелија ендоцитоза и егзоцитоза међусобно повезани процеси и да на тај начин уграђивање мембране везикуле не доводи до повећања површине ћелијске мембране. Везикуле представљају транспортни систем и у самој ћелији тако што се преносе између различитих органела.